# والونیا (ایندیانا)
والونیا (به انگلیسی: Vallonia) یک منطقهٔ مسکونی در ایالات متحده آمریکا است که در شهرستان جکسون، ایندیانا واقع شده‌است. والونیا ۱۶۳٫۰۷ متر بالاتر از سطح دریا واقع شده‌است.